# Lauda Sion Salvatorem

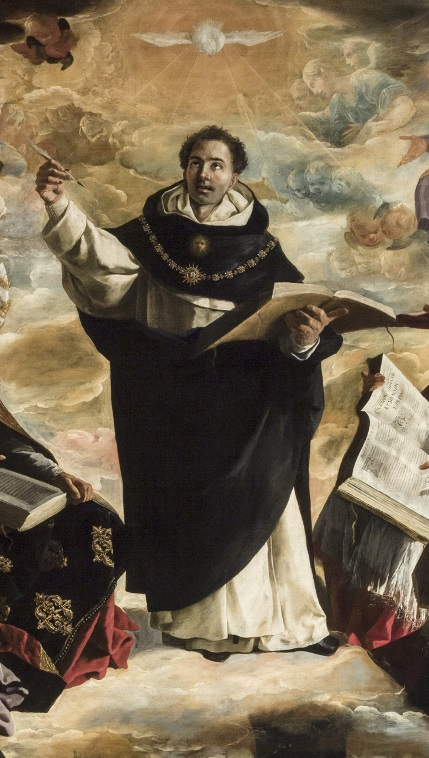
Sv. Tomáš Akvinský (obraz od F. de Zurbarána)

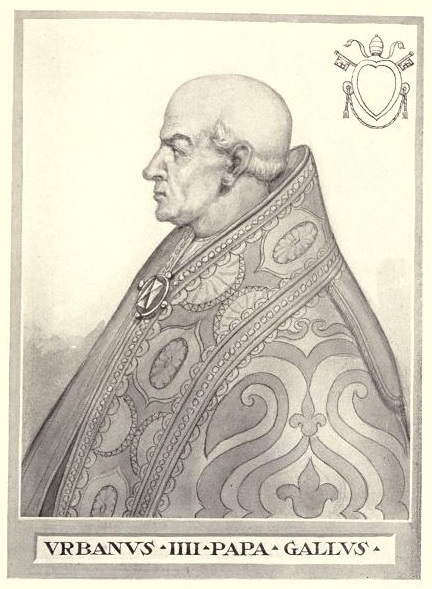
Papež Urban IV.

Lauda Sion Salvatorem (česky Sióne chval Spasitele) je incipit sekvence užívané římskokatolickou církví při slavnosti Těla a Krve Páně. Na pokyn papeže Urbana IV. ji složil sv. Tomáš Akvinský v roce 1264. V Jednotném kancionálu je zařazena pod názvem číslem 717. Od Ecce panis Angelorum bývá část sekvence užívána i samostatně při svátostném požehnání.

## Text
| Latinsky 1. Lauda, Sion, Salvatorem, Lauda ducem et pastorem In hymnis et canticis. Quantum poses, tantum aude: Quia major omni laude Nec laudare sufficis. 2. Laudis thema specialis, Panis vivus et vitalis Hodie proponitur; Quem in sacrae mensa coenae Turbae fratrum duodenae Datum non ambigitur. 3. Sit laus plena, sit sonora, Sit iucunda, sit decora Mentis iubilatio. Dies enim solemnis agitur, In qua mensae prima recolitur Huius institutio. 4. In hac mensa novi Regis Novum Pascha novae legis Phase vetus terminat. Vetustatem novitas, Umbram fugat veritas, Noctem lux eliminat. 5. Quod in coena Christus gessit, Faciendum hoc expressit In sui memoriam Docti sacris institutis, Panem, vinum in salutis Consecramus hostiam. 6. Dogma datur Christianis, Quod in carnem transit panis Et vinum in sanguinem. Quod non capis, quod non vides, Animosa firmat fides Praeter rerum ordinem. 7. Sub diversis speciebus, Signis tantum, et non rebus, Latent res eximiae: Caro cibus, sanguis potus; Manet tamen Christus totus Sub utraque specie. 8. A sumente non concisus, Non confractus, non divisus Integer accipitur. Sumit unus, sumunt mille; Quantum isti, tantum ille: Nec sumptus consumitur. 9. Sumunt boni, sumunt mali: Sorte tamen inaequali, Vitae vel interitus. Mors est malis, vita bonis: Vide, paris sumptionis Quam sit dispar exitus. 10. Fracto demum Sacramento, Ne vacilles, sed memento, Tantam esse sub fragmento, Quantum toto tegitur. Nulla rei fit scissura, Signi tantum fit fractura, Qua nec status nec statura Signati minuitur. 11. Ecce panis Angelorum, Factus cibus viatorum, Vere panis filiorum, Non mittendus canibus. In figuris praesignatur, Cum Isaac immolatur; Agnus Paschae deputatur, Datur manna patribus. 12. Bone Pastor, panis vere, Jesu, nostri miserere, Tu nos pasce, nos tuere, Tu nos bona fac videre, In terra viventium. Tu, qui cuncta scis et vales, Qui nos pascis hic mortales, Tuos ibi commensales, Cohaeredes et sodales, Fac sanctorum civium. Amen |  | Česky 1. Sióne, chval Spasitele, Pastýře a Učitele, chvalozpěvy jemu pěj. Jak jen můžeš, chval ho stále, vše je málo k jeho chvále, celou duší se mu vzdej. 2. Zcela zvláštní předmět chvály, živý chléb, zdroj žití stálý oslavujme s radostí. Jím u společného stolu družinu svých apoštolů Ježíš prvně pohostil. 3. Naplno ať zazní chvála, aby duše zajásala, radostná a nadšená. Svátek svátosti se koná na památku dne, kdy ona byla ustanovena. 4. V ní Král nový získal vládu, obětí Nového řádu ukončen je Starý věk. Staré zašlo, nové vzkvetlo, Pravda vydala své světlo, noc se dala na útěk. 5. Co sám Kristus tehdy konal, to nám činit přikazoval ke své věčné paměti. V tom jej církev následuje, chléb a víno proměňuje v spasitelné oběti. 6. Křesťanům se věřit dává, chléb že se tu tělem stává, víno v krev se promění. Co se mysli, oku skrývá, to poznává víra živá jako Boží zjevení. 7. Pod různými způsobami sám Bůh živý je tu s námi v chleba, vína způsobě. Pokrm těla, nápoj krve, Kristus je však celý v prvé, celý v druhé podobě. 8. Přijímáš-li, zůstal celý, neláme se, nerozdělí, celý se vždy požívá. Tisíce ho přijímají, všichni celého však mají, aniž z celku ubývá. 9. Dobří, zlí ho požívají, nestejný však úděl mají, život nebo prokletí. Zlým je k smrti, dobrým k žití; jedny hubí, druhé sytí téhož chleba přijetí. 10. Svátostný chléb když se láme, v každé části požíváme tělo Páně v celosti. Podstata je nezměněná, dále trvá nedotčená moc a síla svátosti. 11. Chléb andělský přetajemně stal se chlebem dětí země, které zdvihá k božské cti. Předobrazen v Izákovi, zpodoben pak v beránkovi, v maně dané na poušti. 12. Pastýři náš, Chlebe živý, Ježíši, buď milostivý, dej nám spatřit rajský jas. Bože mocný, převeliký dědici a společníky svatých v nebi učiň nás. Amen |